# Самуель Соса
Самуель Алехандро Соса Кордеро (нар. 17 грудня 1999 року, Валенсія, Венесуела) — венесуельський футболіст, який грає на позиції вінгера. Він виступає за іспанський клуб AD Alcorcón на правах оренди з аргентинського клубу Talleres de Córdoba.